# Sigma Corporation
Sigma Corporation (jap. 株式会社シグマ Kabushiki-gaisha Shiguma) – japońska firma zajmująca się produkcją aparatów fotograficznych, obiektywów, soczewek, lamp błyskowych i innych akcesoriów fotograficznych.

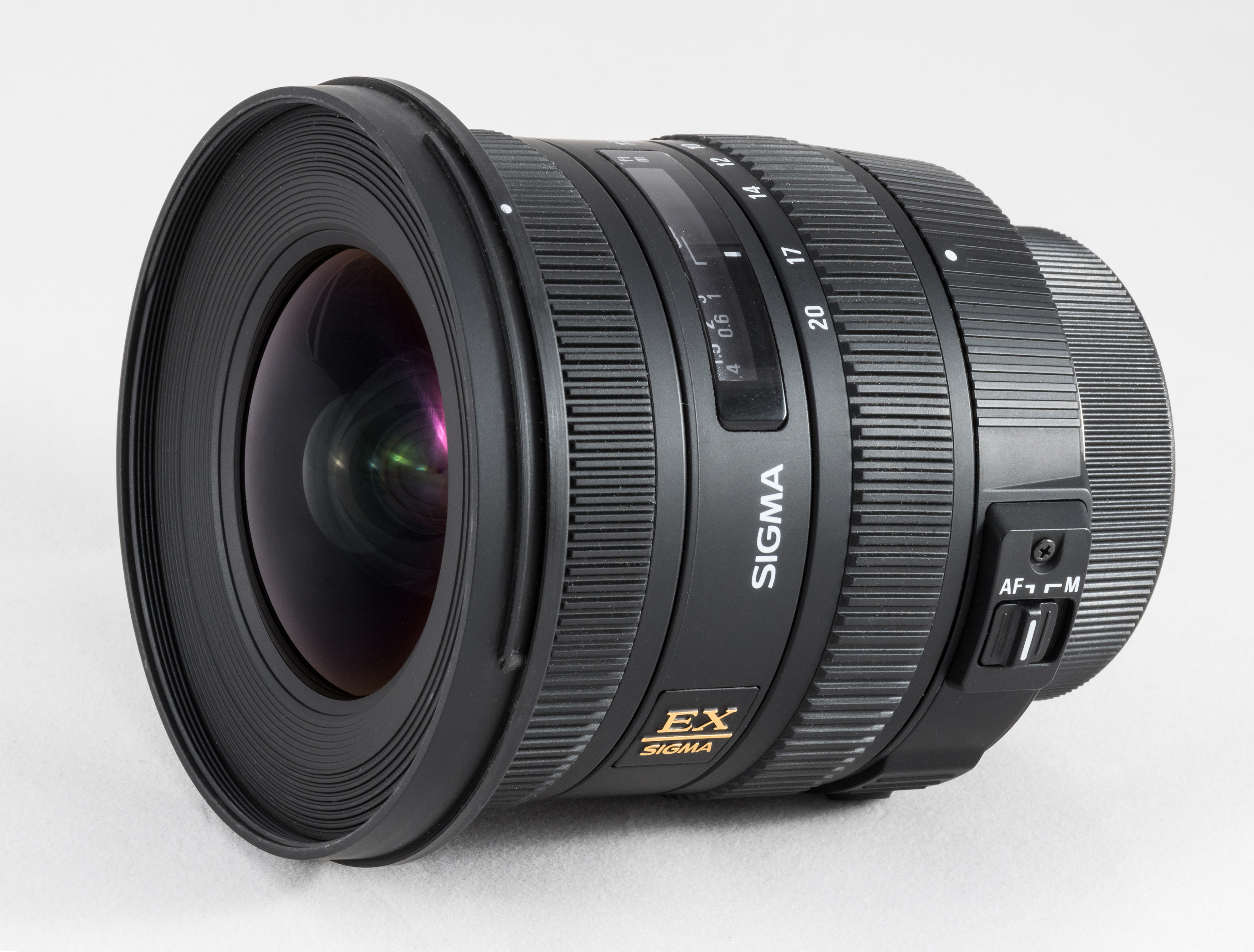
Zoom szerokokątny Sigma 10-20 mm f/3.5 EX DC HSM

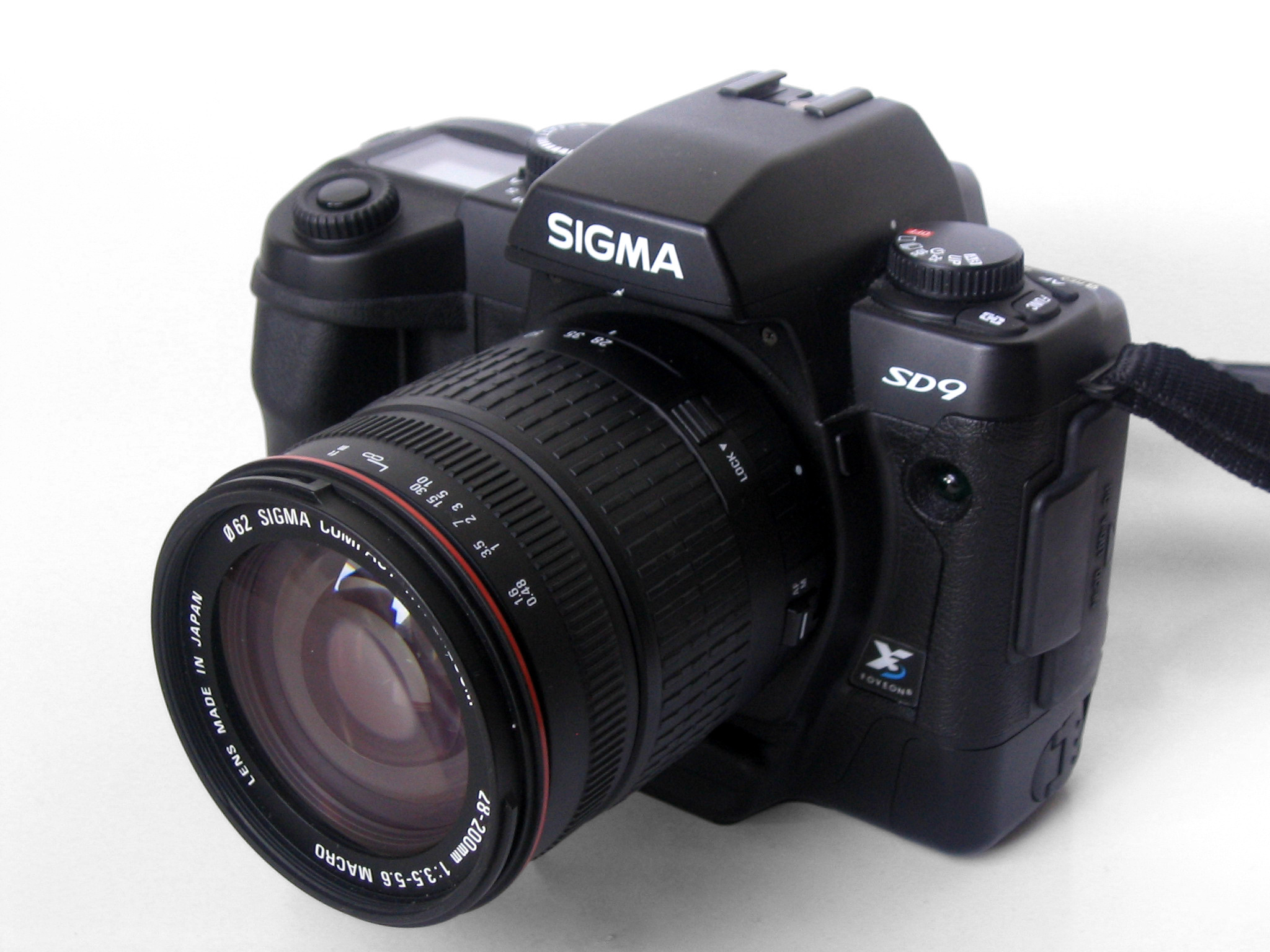
Lustrzanka Sigma SD9

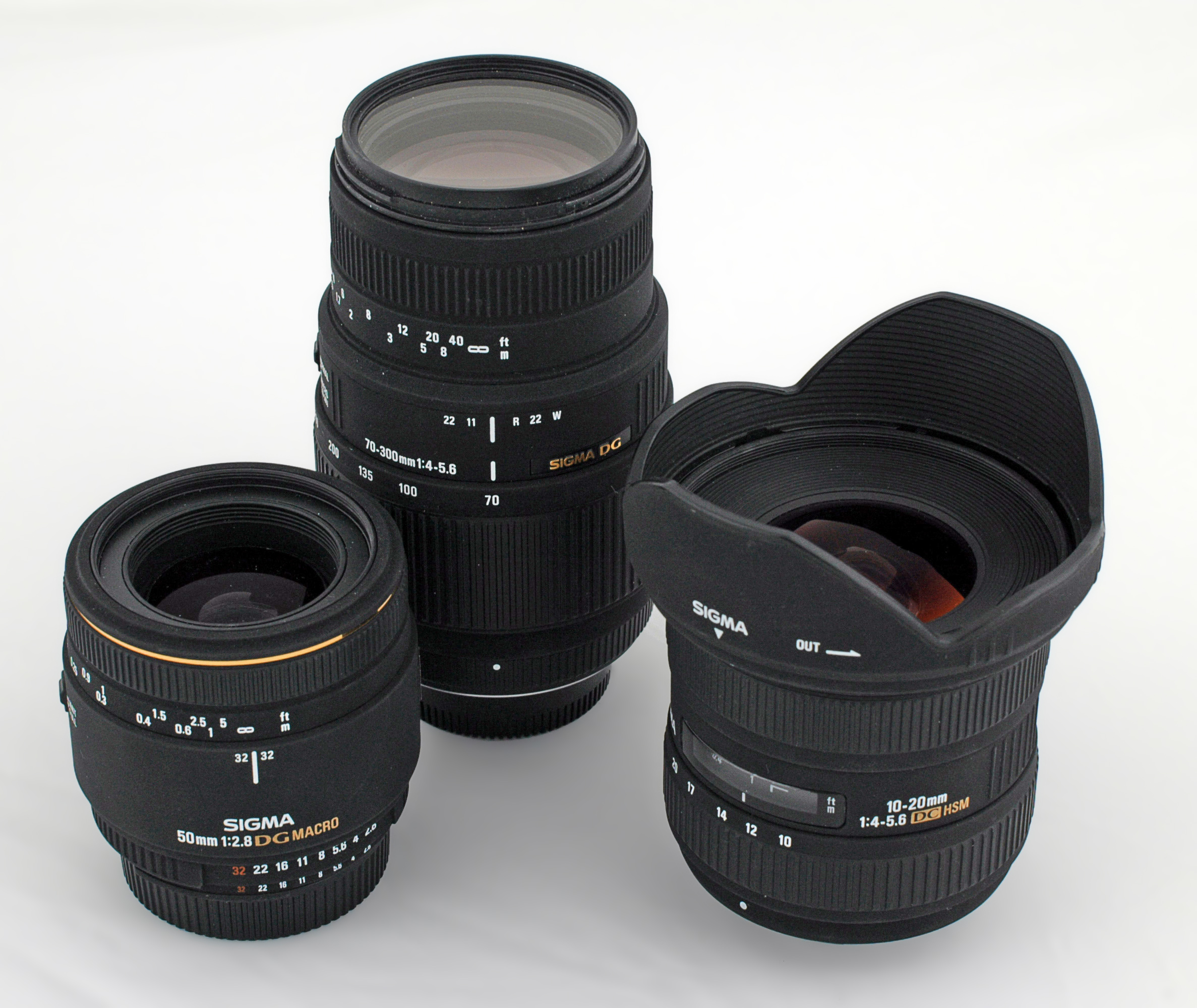
Zestaw obiektywów Sigma

Mimo produkcji aparatów fotograficznych, soczewek i akcesoriów do nich, firma najbardziej znana jest z produkcji obiektywów, które kompatybilne są z produktami takich marek jak: Nikon, Canon, Pentax, Konica Minolta, Sony, Olympus, Panasonic.
Produkty Sigmy są zazwyczaj mniej kosztowne niż ich oryginalne odpowiedniki.

## Produkty

### Aparaty cyfrowe
- DP1
- DP1X
- DP2
- DP2X

### Lustrzanki cyfrowe
- SD1
- SD9
- SD10
- SD14
- SD15

### Lampy błyskowe
- EF 530 DG ST
- 530 DG Super
- Macro Ring Flash EM-140 (zestaw do makrofotografii)

### Obiektywy
Sigma to jeden z czołowych producentów obiektywów zmiennoogniskowych, stałoogniskowych, teleobiektywów, makroobiektywów, obiektywów szerokokątnych, które przystosowane są do różnego typu lustrzanek cyfrowych mniej lub bardziej profesjonalnych.

### Soczewki
Sigma to także jeden z najważniejszych producentów soczewek, które montuje się także w obiektywach tej marki.

### Oznaczenia
- AP – soczewka asferyczna
- APO – soczewka apochromatyczna
- OS – stabilizacja optyczna w obiektywie
- HSM – ultradźwiękowy silnik wbudowany w obiektyw
- EX – (extra refractive) seria profesjonalnych obiektywów z najwyższej półki
- DC – seria obiektywów do matryc APS-C (nie kryjących pełnej klatki)

### Inne produkty
Sigma w swojej ofercie posiada szereg akcesoriów do aparatów marki Sigma oraz telekonwerterów.